# Broadhaven Bay SAC
Broadhaven Bay SAC este o arie protejată (arie specială de conservare — SAC, sit de importanță comunitară — SCI) din Irlanda întinsă pe o suprafață de 8.963,42 ha, integral pe uscat.

## Localizare
Centrul sitului Broadhaven Bay SAC este situat la coordonatele 54°17′26″N 9°54′25″W / 54.290653°N 9.906985°V.

## Înființare
Situl Broadhaven Bay SAC a fost declarat sit de importanță comunitară în ianuarie 2002 pentru a proteja 18 specii de animale. Situl a fost protejat și ca arie specială de conservare în octombrie 2021.

## Biodiversitate
Situată în ecoregiunea atlantică, aria protejată conține 5 habitate naturale: Terase mlăștinoase și terase nisipoase neacoperite de apă la reflux, Golfuri mici largi și golfuri puțin adânci, Recifuri, Pășuni atlantice udate de apa mării (Glauco-Puccinellietalia maritimae), Peșteri marine scufundate complet sau parțial.
La baza desemnării sitului se află mai multe specii protejate de  păsări (18): pietruș (Arenaria interpres), Branta bernicla, Calidris alba, fugaci de țărm (Calidris alpina), Calidris canutus, prundaș gulerat mare (Charadrius hiaticula), scoicar (Haematopus ostralegus), pescăruș râzător (Larus ridibundus), sitar de mal nordic (Limosa lapponica), ferestrașul mare (Mergus merganser), culic mare (Numenius arquata), ploier auriu (Pluvialis apricaria), ploier argintiu (Pluvialis squatarola), chiră de baltă (Sterna hirundo), Sterna paradisaea, chiră de mare (Sterna sandvicensis), fluierarul cu picioare roșii (Tringa totanus), nagâț (Vanellus vanellus).
Pe lângă speciile protejate, pe teritoriul sitului au mai fost identificate 1 specie de plante, 11 specii de nevertebrate.